# Henrik Douverman
Heinrich Douvermann (también  Heinrich Douwermann, Henrik Douvermann, o Douverman) nacido hacia 1480 en Dinslaken y muerto en 1543 a Kalkar) fue un escultor sobre madera alemán y figura entre los artistas más significativos de la región de Bajo Rin de su época. 

## Biografía

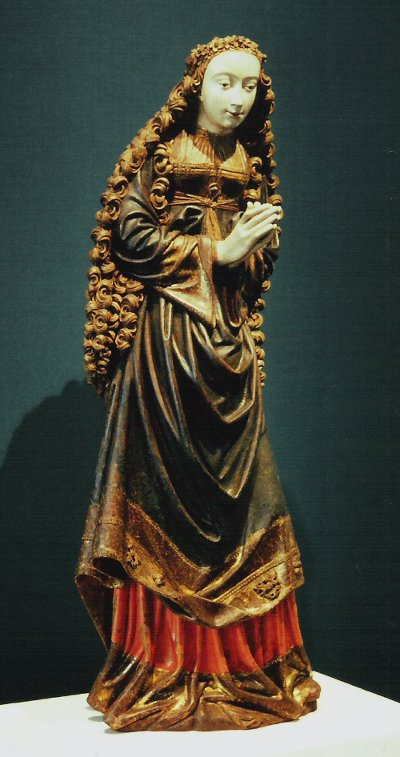
«Maria Immaculata»

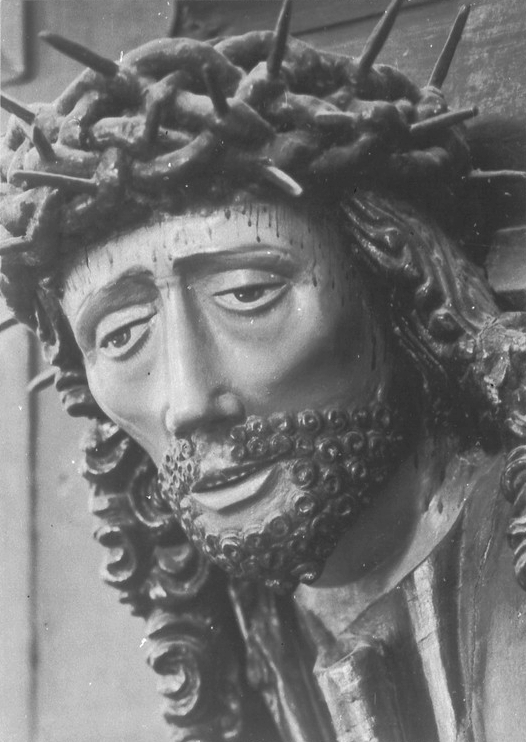
Cabeza de Cristo que lleva la cruz, en Goch-Pfalzdorf.

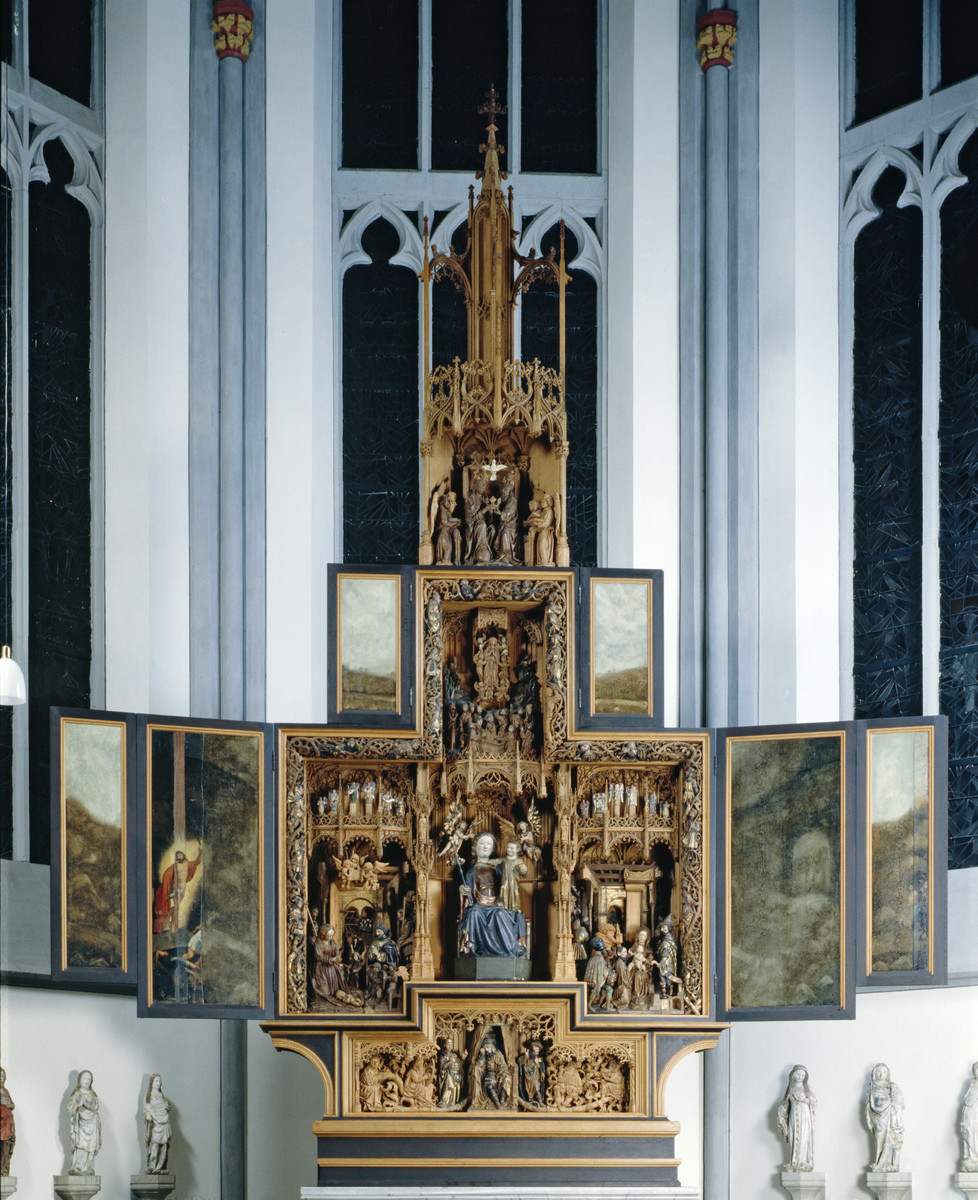
Retablo de María en la Stiftskirche de Clèves.

Douverman nació en Dinslaken, en los alrededores de 1480 o poco después. Según las similitudes estilísticas, fue formado, a partir 1510, por Dries Holthuis en Clèves. La base de esta comparación son las esculturas de Juan Evangelista y de Andrés creadas hacia 1504 en el ciclo de los apóstoles de la antigua iglesia de las Mínimas de la Inmaculada Concepción en Clèves. Las esculturas muestran ya una cierta independencia en relación con los apóstoles, que fueron ejecutados por el maestro y su condiscípulo Henrick van Holt (hacia 1480/1490-1545/1546). Barbara Rommé ha reconocido en 2003, en la figura de Ana del grupo de Santo-Anne Trinitaire del Museo Kurhaus Kleve, una obra de juventud de Douverman, posiblemente su obra de examen de aprendizaje.
Douverman marcha luego en gira de aprendizaje, probablemente al sur de los Países Bajos. Dos opiniones contrarias subsisten en la investigación actual sobre una estancia en el Sur de Alemania, la opinión de Rommé que estima que Douverman fue influido por los escultores de Ulm, Jörg Syrlin el Anciano (hacia 1425-1491) y Jörg Syrlin el Joven (hacia 1455-1521), y la de Goeltzer que niega una incorporación de elementos de la corriente de la escultura de Ulm.. Está atestiguado que Douverman aceptó en 1510 un contrato para concepción del retablo de Marie de la iglesia de la Asunción de Clèves, antigua iglesia colegial y ahora parroquia católica, el retablo en gran parte se destruyó en 1944. La arquitectura del retablo y su concepción son de él; las piezas figurativas fueron, sin embargo, realizadas por el taller de Holthuis. Las esculturas de la Virgen María y Juan evangelista de la colegial de Clèves datan también aproximadamente de 1510. 
Instaló su primer taller en Clèves en 1514. Probablemente debido a deudas - Douverman estaba condenado por una ruptura de contrato a pagar una fuerte multa - y a causa de una conducta inmoral Douverman abandonó la ciudad y se instaló en 1515 en Kalkar, donde está atestiguado como ciudadano desde 1517. Es allí donde creó sus obras más conocidas, para la iglesia Sant-Nicolas de Kalkar sobre todo.

## Elementos estilísticos
Le acompañó en su periodo creativo (1510-1540 aproximadamente) el cambio progresivo de estilo del periodo del gótico tardío hacia comienzo del «manierismo», sin embargo, renunció a ciertas características fundamentales del arte de los retablos de Bajo Rin del final de la Edad Media: la composición de las escenas en compartimentos de profundidad espacial, plenitud de los grupos desbordantes de personajes muy a menudo de tamaño pequeño, elevación del centro del santuario generalmente sin florituras, tendencia a disposición horizontal, ancha predela generalmente unificada con un árbol de Jesse tomado en el despliegue de las ramas trenzadas, enmarcado por ramas decoradas de figuras. El fondo del escenario está cerrado siempre en dirección de las ventanas luminosas del coro. Resulta una impresión de profundidad considerable de los compartimentos debidos al ligero declive de luz, y una oscuridad del crepúsculo que se hace aún más misterioso por las numerosas figuras y adornos colgantes. Desde su primer altar, Douverman renuncia al color que era de rigor desde el comienzo de la escultura en madera europea que había sido fijada por ley y que no se abandonó hasta el periodo del gótico tardío (Riemenschneider). Aquí, se prueba claramente que Douverman está entre los artistas postmedievales.

## Obras

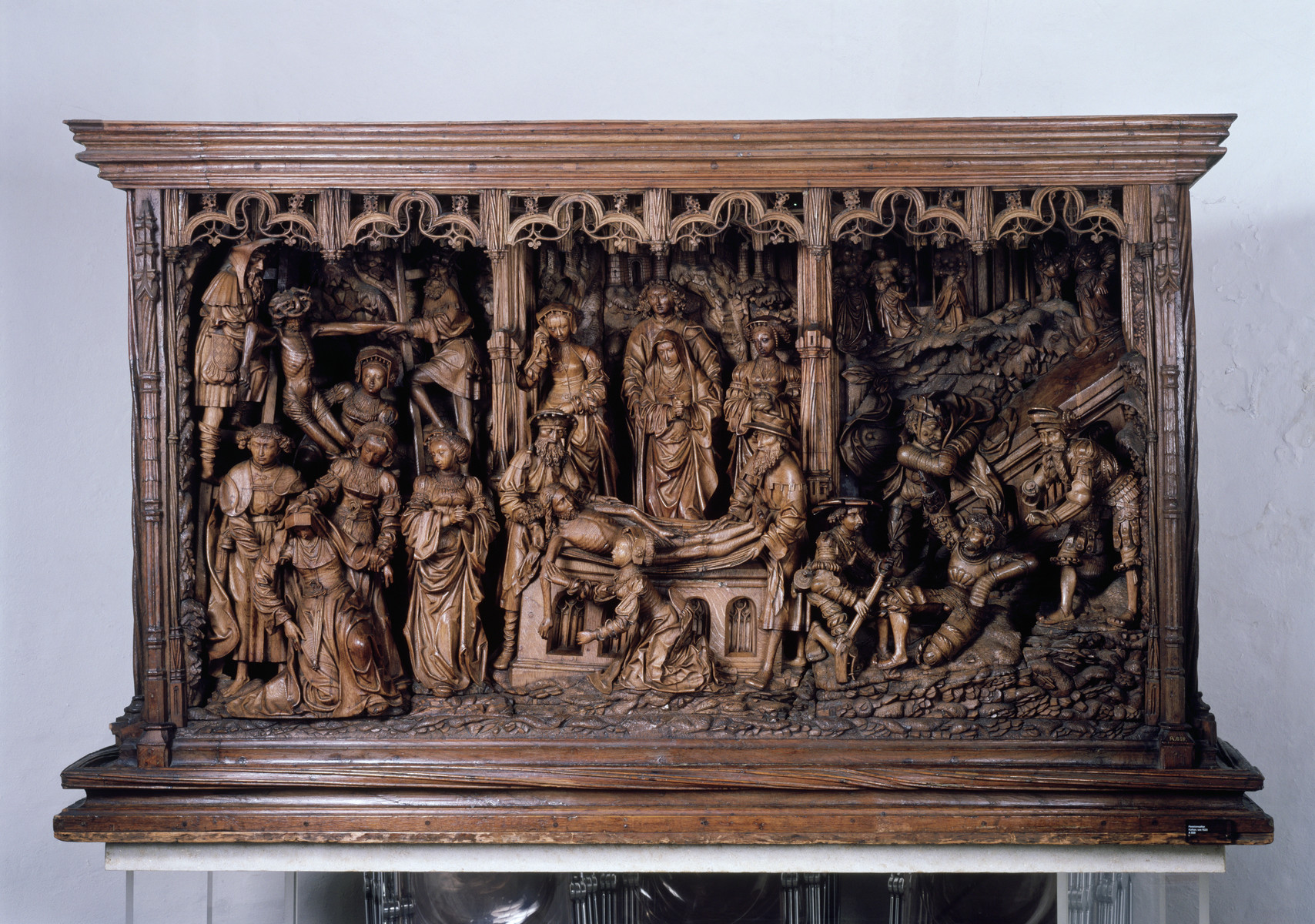
Predela del retablo de María de la Catedral de San Víctor (Xanten).

- 1504: Estatuas de Juan y Andrés de la iglesia de la Inmaculada Concepción en Clèves.
- 1510: Retablo de María de la iglesia de la Asunción de Clèves.
- 1510: Esculturas de la Virgen Maria y Juan evangelista de la iglesia de la Inmaculada Concepción en Clèves.
- 1510: María amamantando a Jesús, Deutsches Museum, Berlín.
- 1518-1520: Santa Úrsula, Rijksmuseum Ámsterdam, santa Marguerite, Bodemuseum, Berlín.
- 1518-1522: Retablo de los siete dolores de la iglesia de San Nicolás de Kalkar, su obra más conocida.
- 1530: María Magdalena, inicialmente en la iglesia dominicana, ahora en la iglesia San Nicolás de Kalkar.
- 1528-1529: Modernización del « Marienleuchter »  comenzado en 1508 por Henrik Bernts (1450-1509) y proseguido por Kerstken van Ringenberg.
- 1536: Retablo de María de la catedral San Víctor de Xanten; diseño y la predela de Douverman, ejecución del retablo por Henrik van Holt y Arnt van Tricht.
- 1540: Retablo de la Trinidad de la iglesia de San Nicolás de Kalkar.

## Retablo de los siete dolores
Entre 1518 y 1521, Douverman creó el retablo de los Siete Dolores de María de San Nicolás Iglesia de Kalkar que es una de sus obras más grandes y más conocidas. Contiene 150 figuras talladas en un marco arquitectónico y paisajístico muy detallado. 

Retable des sept douleurs de Marie, église Saint-Nicolas de Kalkar
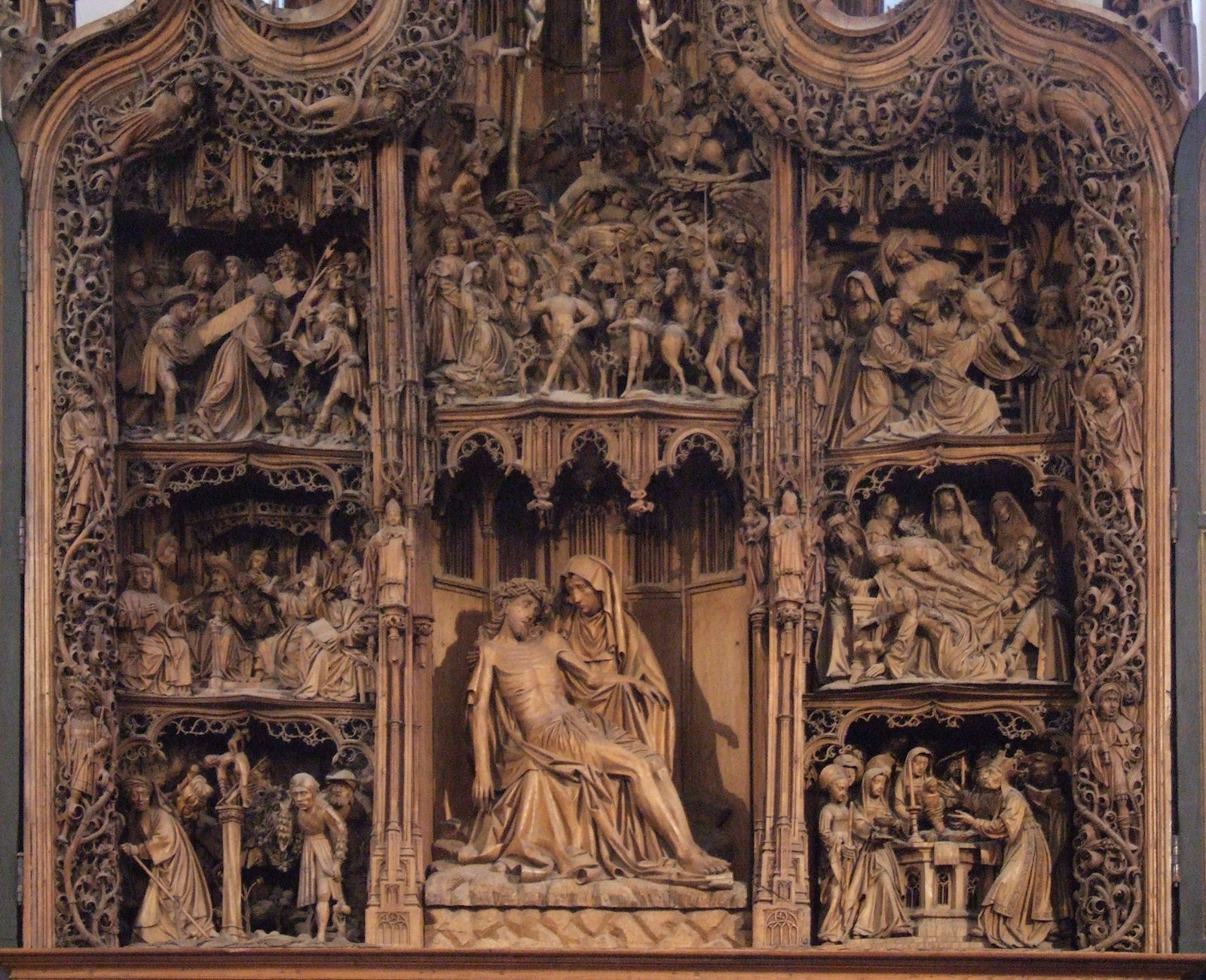
Compartimentos centrales
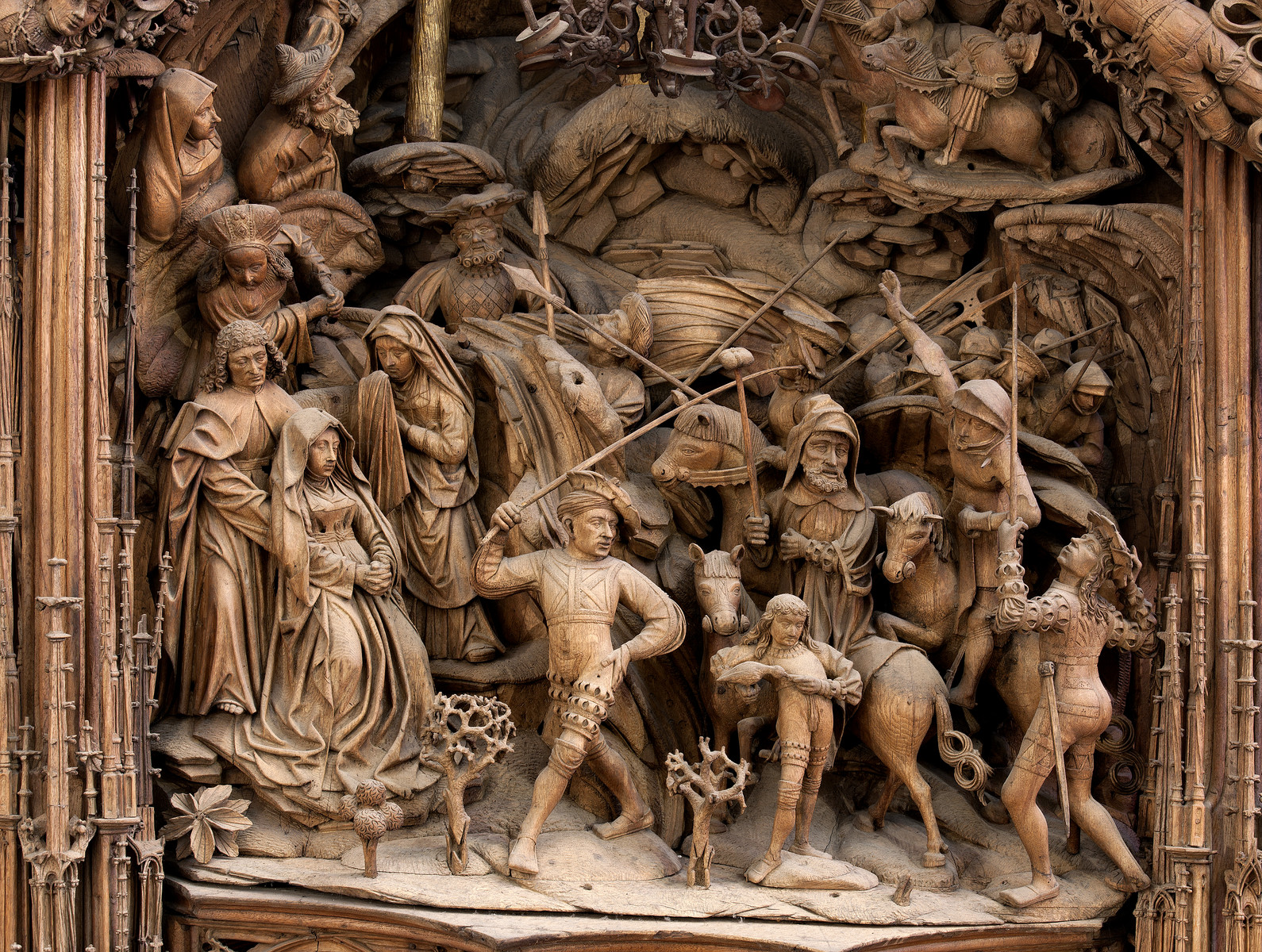
Multitud al pie de la cruz
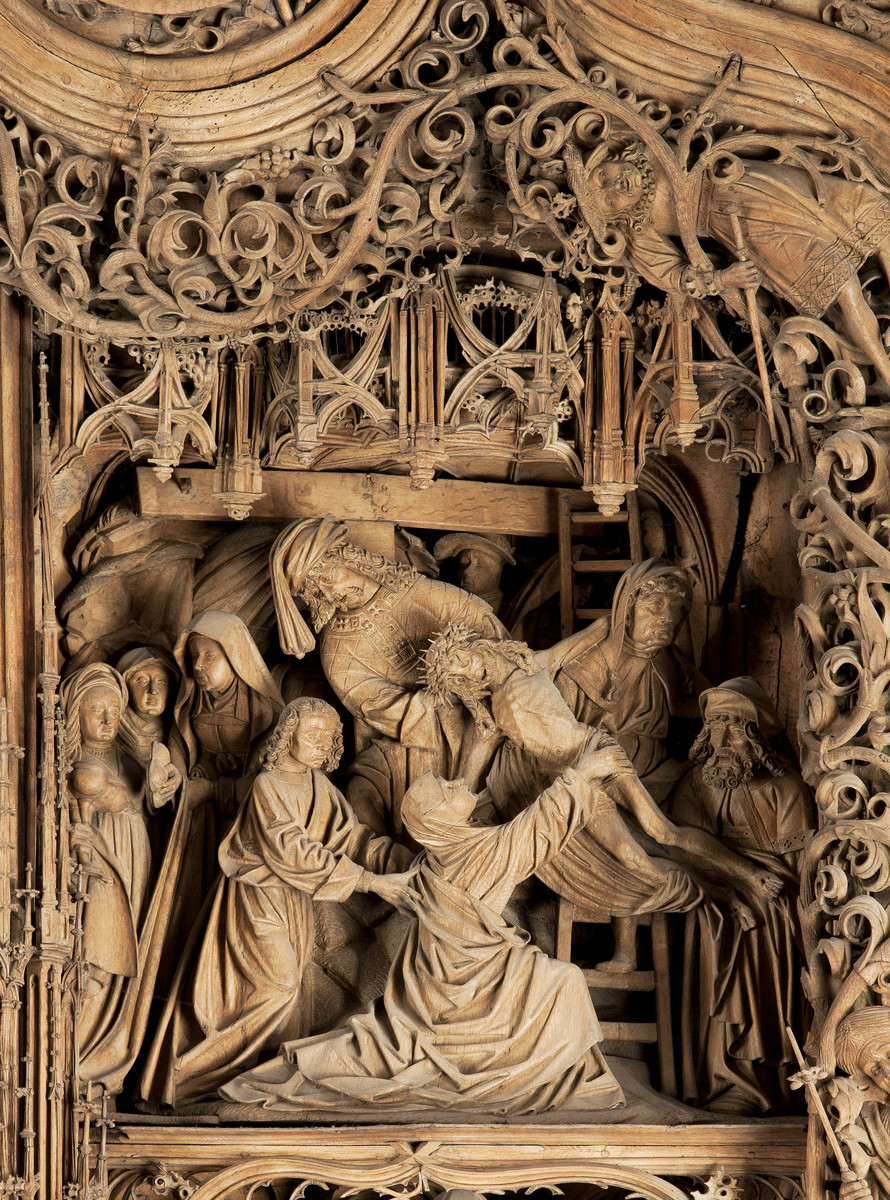
Descenso de la cruz
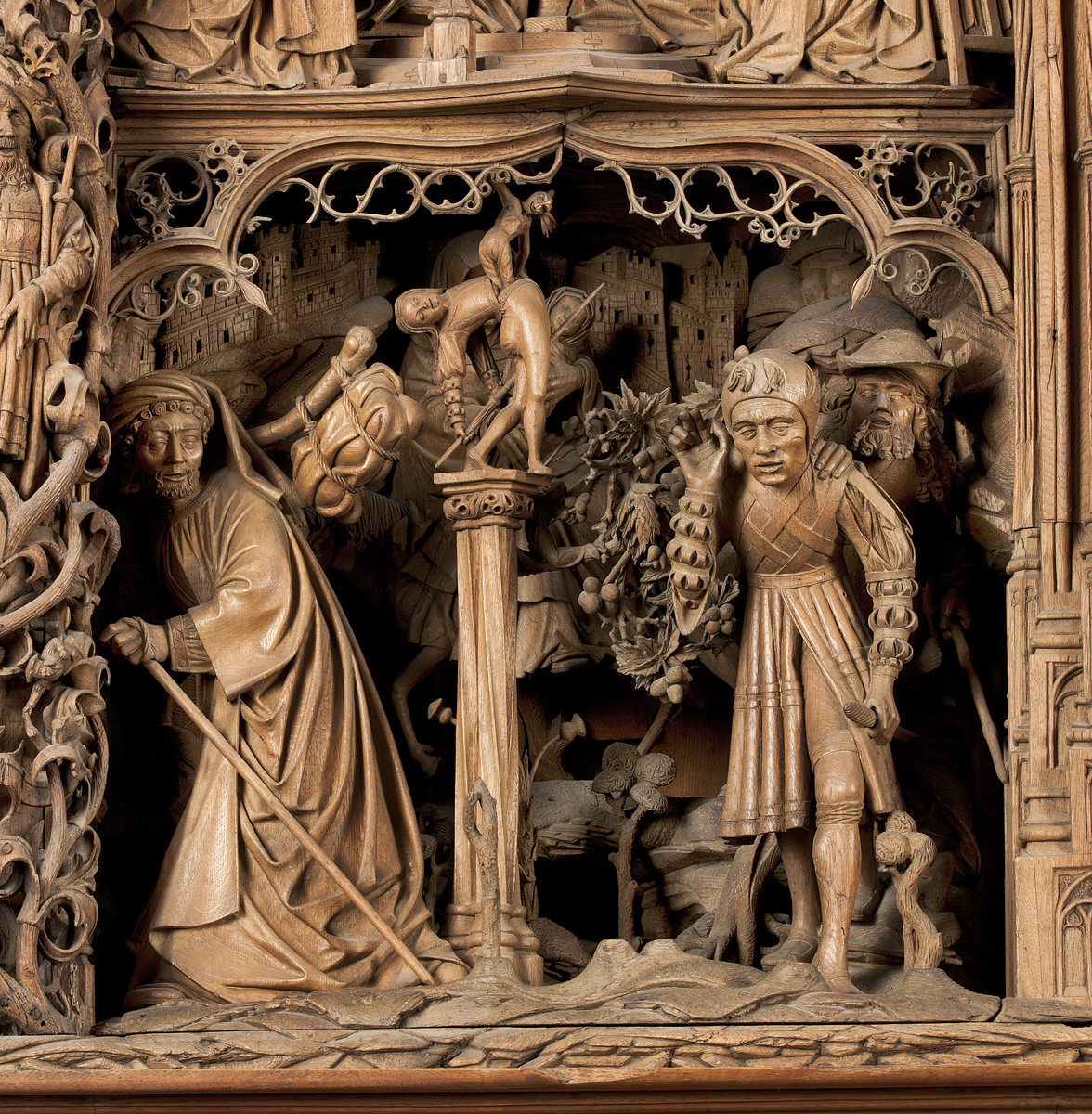
Huida a Egipto
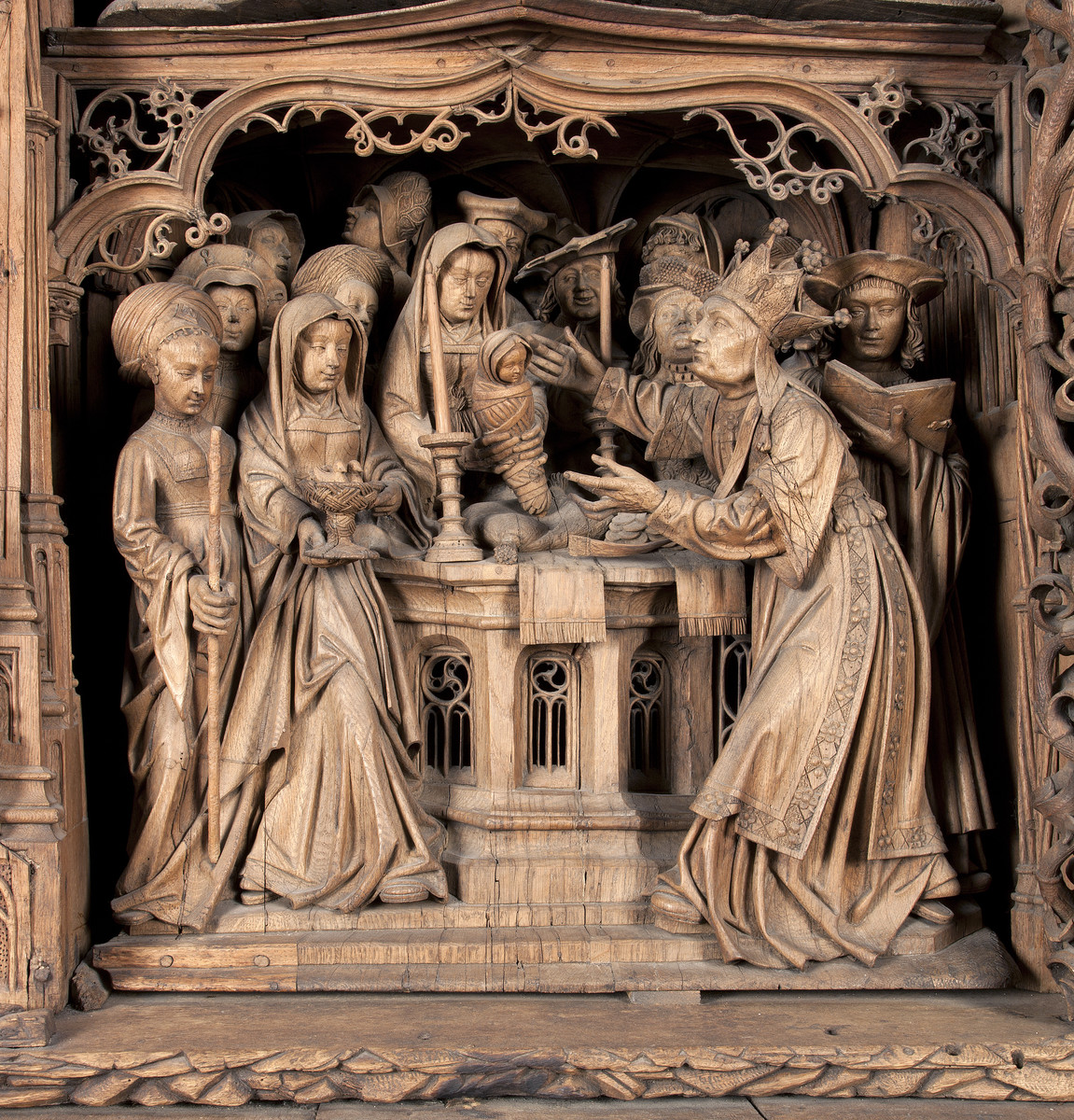
Presentación en el templo
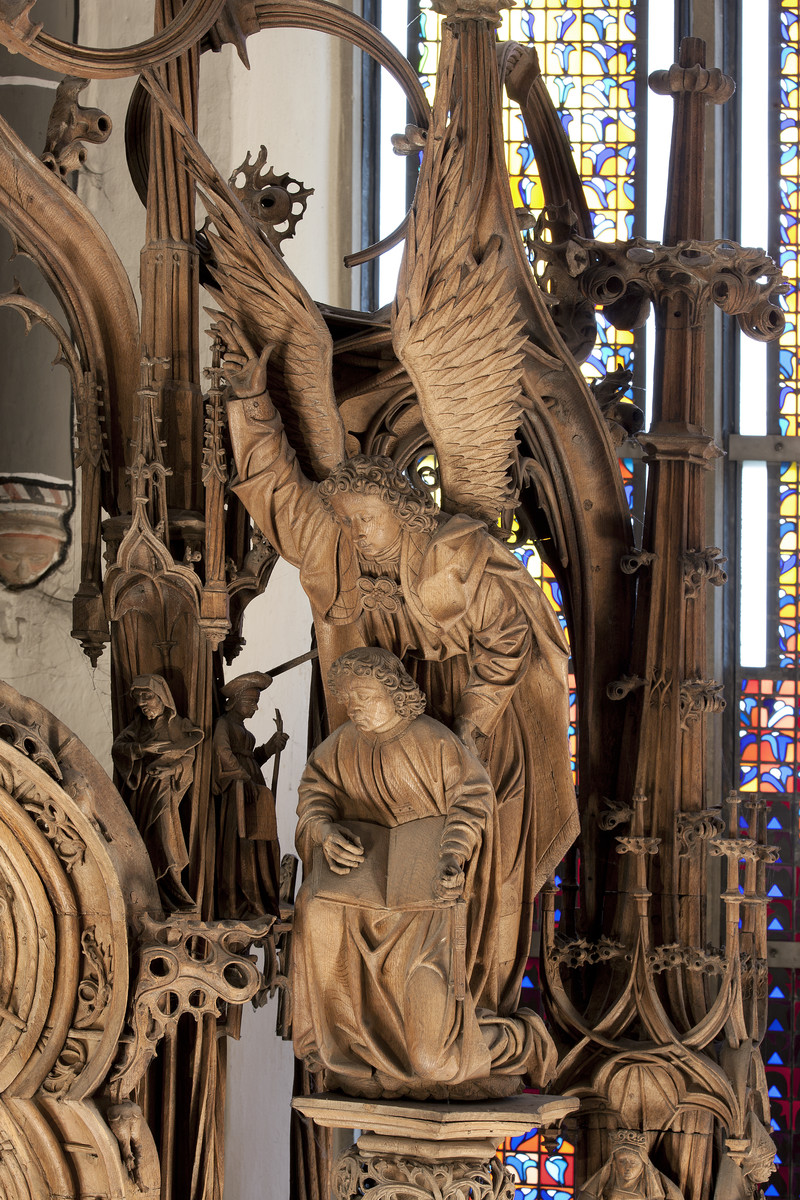
San Juan y el ángel del apocalipsis
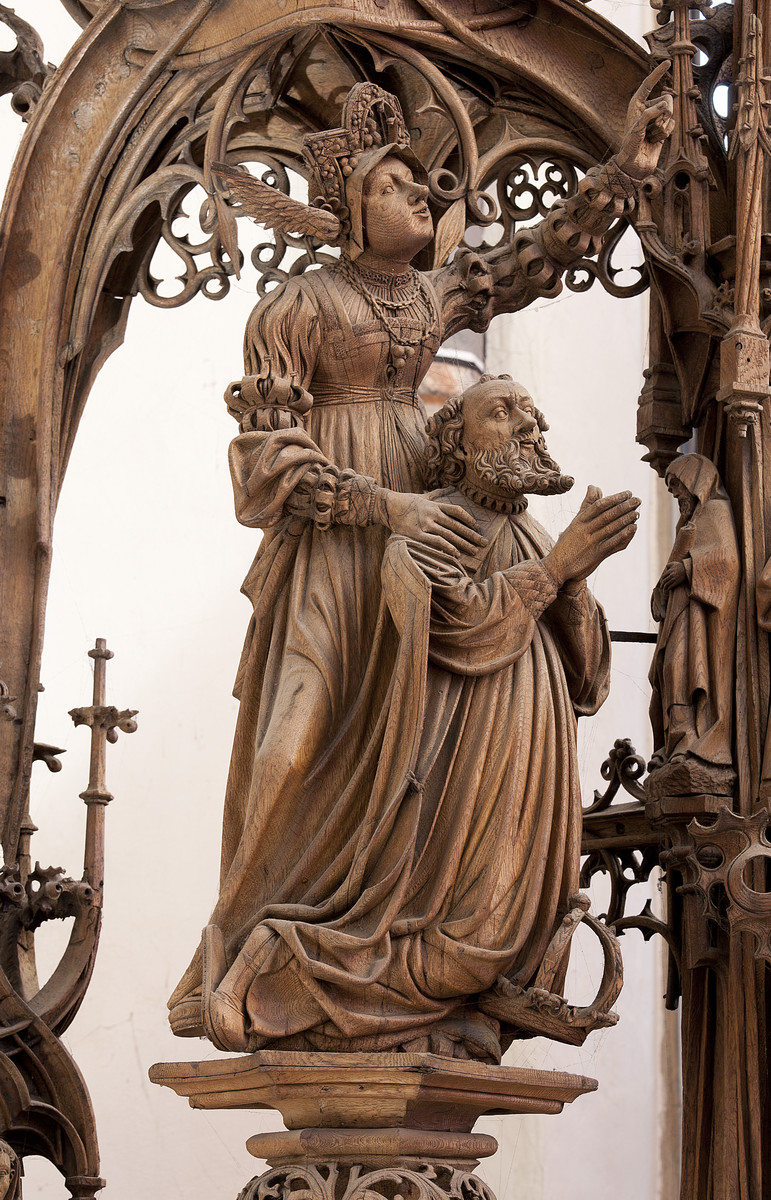
«Sibylle tiburtine y Auguste»
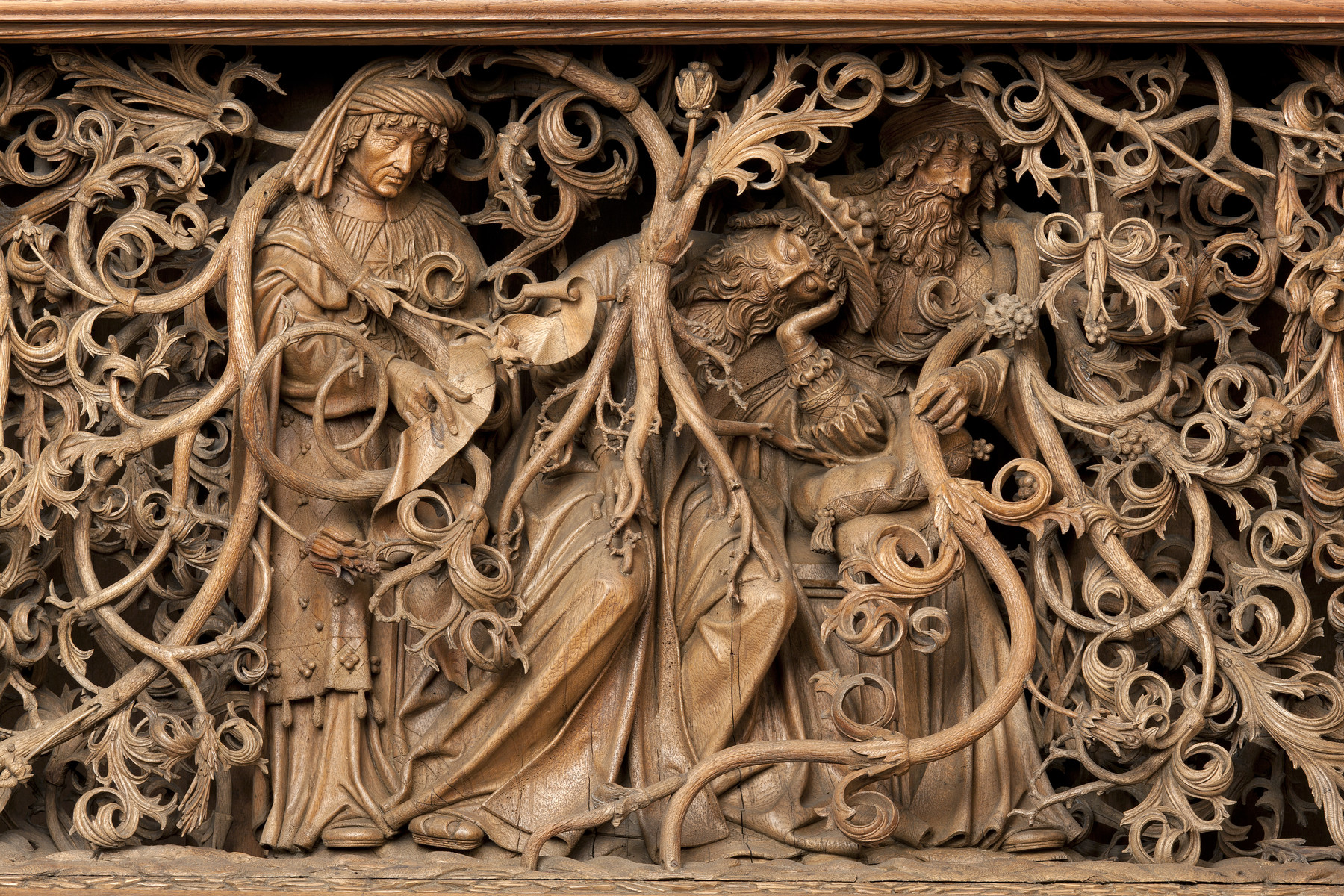
Jesé en la predela
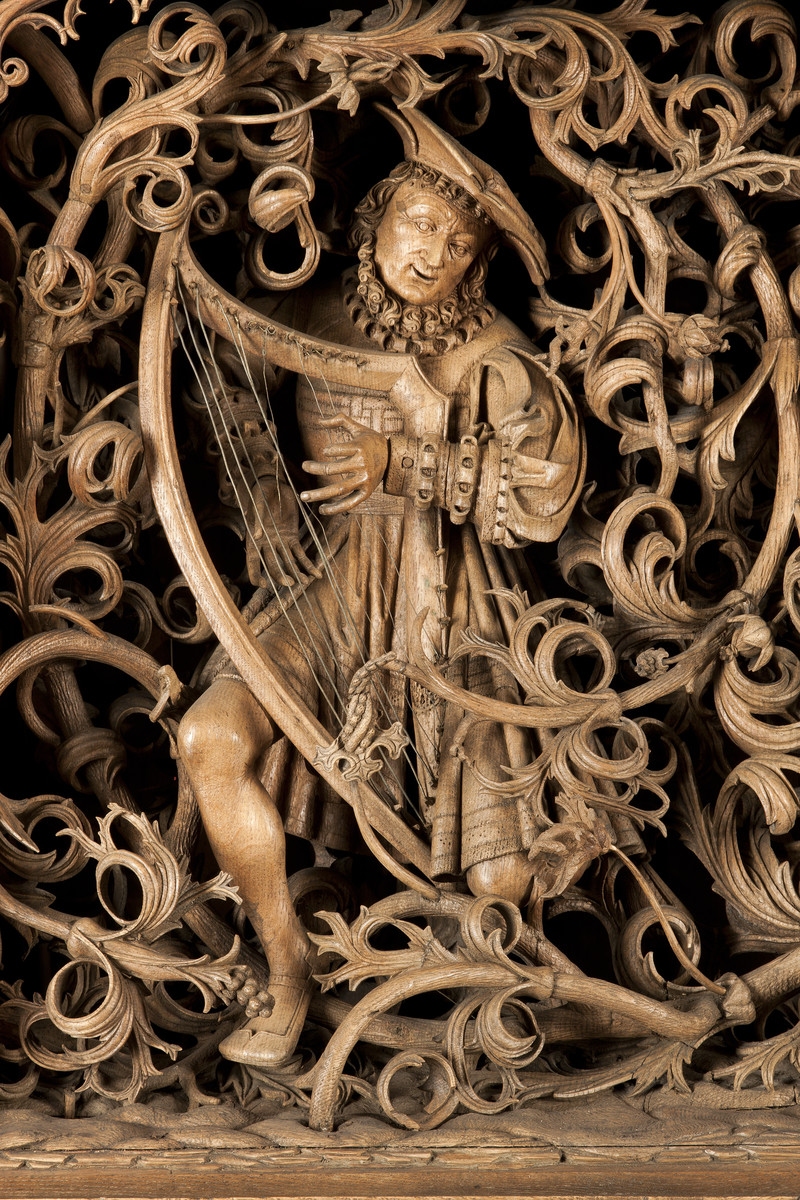
David en la predela
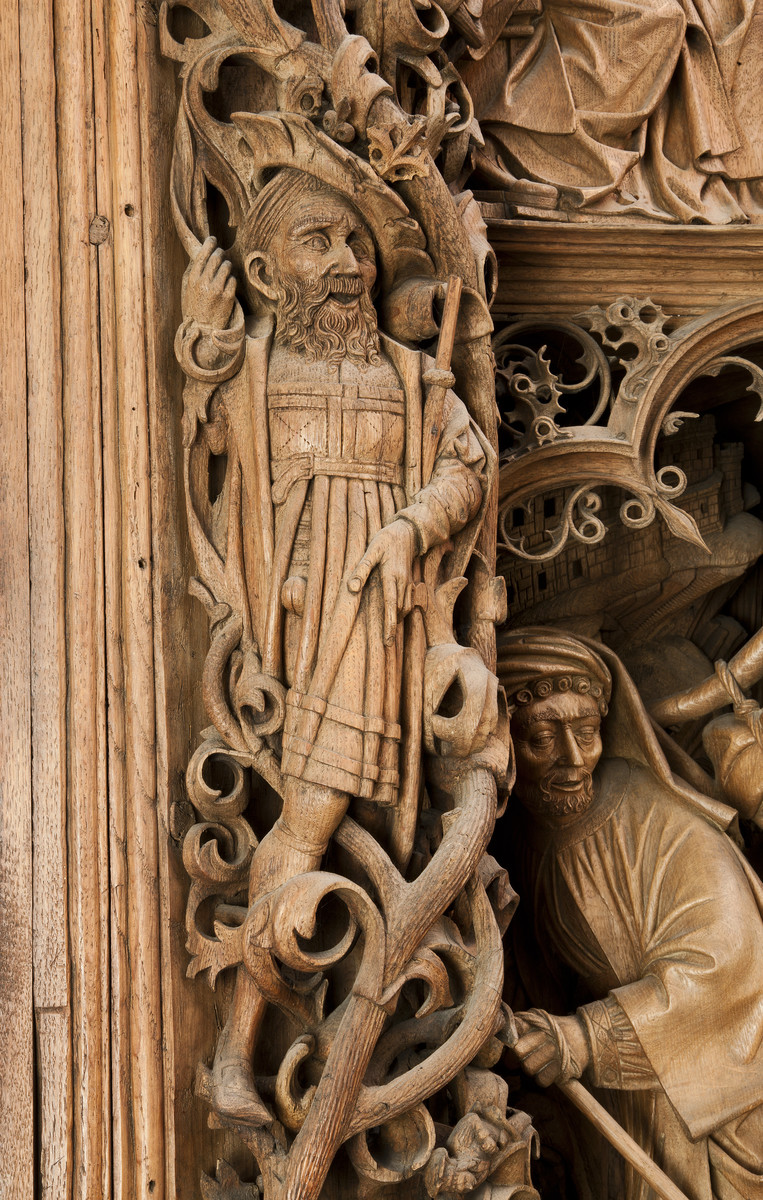
Detalle en una rama
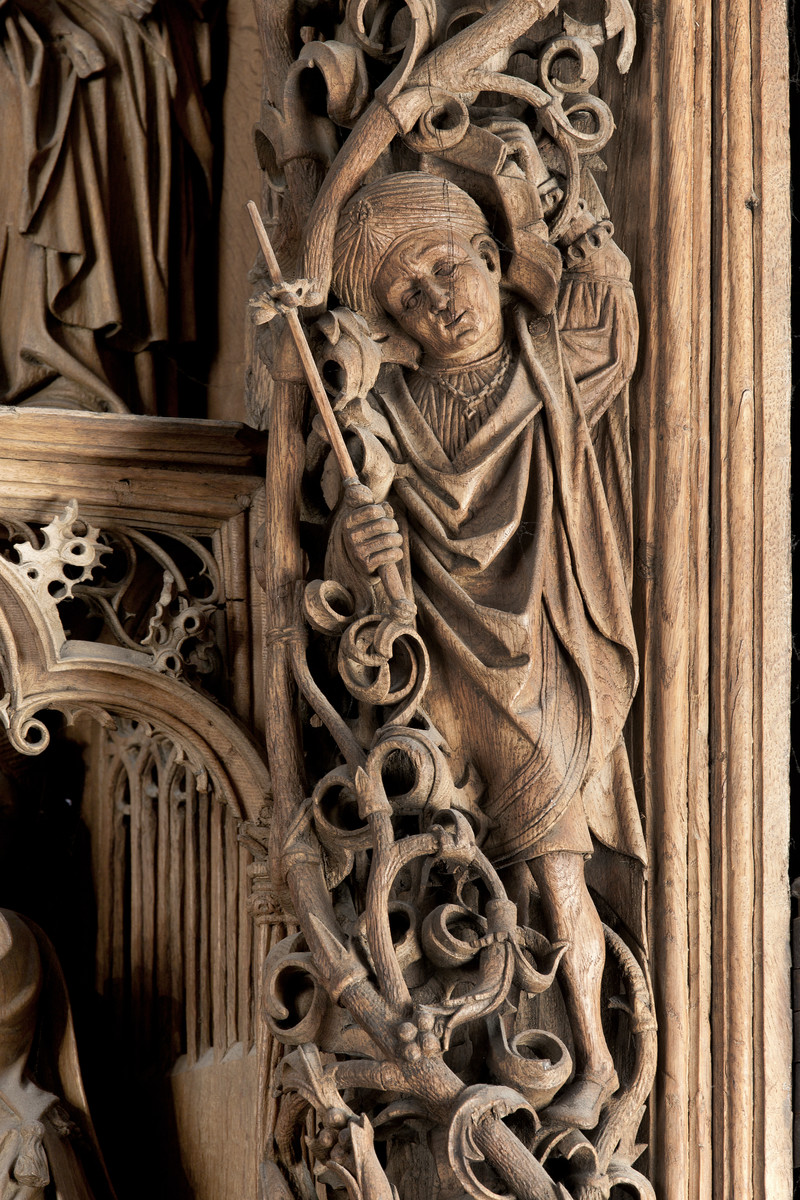
Detalle en otra rama